# Neotrichoporoides nyemitawus
Neotrichoporoides nyemitawus är en stekelart som först beskrevs av Sievert Allen Rohwer 1921.  Neotrichoporoides nyemitawus ingår i släktet Neotrichoporoides och familjen finglanssteklar. Inga underarter finns listade i Catalogue of Life.